# Greifenberger Institut für Musikinstrumentenkunde
Das Greifenberger Institut für Musikinstrumentenkunde ist ein gemeinnütziges Forschungsinstitut mit dem Ziel der Erforschung des historischen Musikinstrumentenbaus, mit einem Schwerpunkt auf historische Tasteninstrumente. Es betreibt eine Dokumentationsstelle zur Untersuchung historischer Instrumente und eine Werkstatt, in der mittels Reverse Engineering historische Arbeitstechniken und Verfahrensschritte konkret angewandt und beim Bau von Repliken historischer Instrumente überprüft werden.

## Geschichte
Gegründet 1982 als „Werkstätte für historische Tasteninstrumente des 16.–18. Jahrhunderts“. Sie begann für die sog. „Alte Musik-Bewegung“ Cembali, Klavichorde und Klein-Orgeln mit den Handwerkszeugen der Barockzeit nachzubauen und originale Tasteninstrumente zu restaurieren. Vor allem zwei bedeutende Restaurierungsaufträge führten dann dazu, das Konzept „Restaurierung“ kritisch zu hinterfragen, da jeweils im Prozess der Wiederherstellung der Verlust von sehr viel originalem, mehrhundertjährigem Material droht. (Orgel von Nicolaus Manderscheid für das Kloster Ennsdorf 1988ff.; Hammerflügel von Anton Walter im Technischen Museum Wien 1994). Solches erlaubt zwar im Nachhinein die Beurteilung späterer Eingriffe, doch gehen damit Spuren ursprünglicher Bearbeitung am Original und dessen Bestandteile und funktioneller Zusammenhang unwiederbringlich verloren. Aus dieser Konfliktsituation entstand das Ziel, Wege und Methoden zu entwickeln, historische Musikinstrumente als originale Zeugnisse möglichst zu schützen und dennoch auf dem Weg der technischen Erforschung ihrer Herstellung für die Gegenwart zu erschließen.
2007 wurde das „Greifenberger Institut für Musikinstrumentenkunde“ als gemeinnützige gGmbH ins Leben gerufen, dessen Ziele in der Erarbeitung historischer Herstellungsmethoden, wissenschaftlicher Dokumentation originaler Arbeitsschritte und deren Spuren am historischen Objekt, Nachvollzug der Herstellungsprozesse und deren Auswirkungen durch exakten Nachbau in der in das Institut überführten Werkstätte liegen. Daneben widmet sich das Institut der Bildungsarbeit mittels Präsentation der eigenen Arbeiten und breiter wissenschaftlicher Aufbereitung relevanter Themen zur Geschichte der Musikinstrumente und ihres Repertoires sowie regelmäßiger „Werkstattkonzerte“ (seit 1994). Die Wissensweitergabe erfolgt konkret durch Möglichkeiten zur Ausbildung und Arbeitspraktika in der Werkstätte.
Das Institut versteht sich als Forschungs- und Bildungseinrichtung. Ersteres ist verknüpft mit konkreten Forschungsprojekten, letzteres mit Publikationen für ein allgemeines wie wissenschaftliches Publikum in alleiniger Initiative ebenso wie in Kooperationen. Neben einer eigenen Publikationsreihe „Instrument und Kontext“ entstanden mehrere Veröffentlichungen mit Kooperationspartnern.
Eine eigene Sammlung mit historischen Tasteninstrumenten versammelt Instrumente des 18. und frühen 19. Jahrhunderts mit einem Schwerpunkt auf möglichst unverändertem Originalbestand. Die dortigen Instrumente dienen auch zu Studium und Vorlagen für eigene Rekonstruktionsprojekte und kann im Rahmen vorangemeldeter Führungen besichtigt werden. Eine Besichtigung nach Voranmeldung ist möglich, eine Eröffnung als Museum in Vorbereitung (Stand 2022).

### Dokumentationsprojekte der vergangenen Jahre
- Orgel der ehem. Wallfahrtskirche Maria Thalkirchen im Deutschen Museum München[5][6]
- Pfeifenwerk der Riepp-Orgeln in der Basilika Ottobeuren[7]
- Dokumentation historischer Hammerflügel[8] der Klassik Stiftung Weimar[9]
- Untersuchung eines Flötenfragments[10] aus Schloß Lengberg[11][12]
- Gitarre „La Leona“[13] von Antonio Torres[14]
- Hammerflügel von Franz Jacob Spaeth (zugeschr.)[15]
- Hammerflügel aus dem Umkreis von Johann Andreas Stein
- Tafelklavier von Caspar Catholnig 1810
- Orgelflügel von Joseph Böhm, Wien (vor 1830)

### Nachbauten von Instrumenten nach an Originalen erhobenen Befunden
- Clavichord nach Johann Heinrich Silbermann, 1775
- Querspinette nach Johann Heinrich Silbermann 1767 (nach Vorbildinstrument im Germanischen Nationalmuseum Nürnberg)
- Cembali nach Christian Vater, 1738 (nach Vorbildinstrument im Germanischen Nationalmuseum Nürnberg)
- Hammerflügel nach Franz Jacob Späth
- Hammerflügel nach Umkreis Johann A. Stein
- Hammerflügel nach Anton Walter (nach Vorbildinstrument im Technischen Museum Wien)[16]
- Hammerflügel von Gregor Deiß, ca. 1815[17]
- Tafelklavier nach Caspar Catholnig

### Schriften und Online-Publikationen in den Reihen „Instrument und Kontext“ und „Greifenberger Beiträge zur Musikwissenschaft“
(Quelle: )
- Josef Focht und Silke Berdux: Der Münchner Klavierbauer Gregor Deiß. Ein Hammerflügel um 1815, Greifenberg 1995
- Helmut Balk, Franz Körndle, Margret Madelung, Erich Tremmel u. a.: Mechanik der Poesie 1 (Besaitete Tasteninstrumente des 15. bis 19. Jahrhunderts)[19] und 2 (Die Orgel im 17. und 18. Jahrhundert)[20]. CD-ROM bzw. DVD-ROM 2004 und 2006 (online über die Homepage des Instituts)